# Paeonia broteri
Paeonia broteri là một loài thực vật có hoa trong họ Paeoniaceae. Loài này được Boiss. & Reut. miêu tả khoa học đầu tiên năm 1842.